# 阿蘭·麥克萊德·科馬克
阿蘭·麥克萊德·科馬克（英語：Allan MacLeod Cormack，1924年2月23日—1998年5月7日）是出生於南非約翰內斯堡的美國物理學家。由於對X射線成像分析的研究，科馬克與高弗雷·豪斯費爾德共同獲得1979年的諾貝爾生理學或醫學獎。

## 早年
第一次世界大战后不久他的父母就从苏格兰北部来到了南非。他母亲是一名教师，父亲是邮局的工程师。他1924年出生于约翰内斯堡，是三个孩子中最小的。他们家像许多公务员家庭一样经常在这个国家里来回搬迁。但当他父亲1936年去世之后他们就在开普敦定居了。在那里他加入了Rondebosch男子高中，他学业之外的兴趣是辩论、网球和初级的表演。他非常热爱天文学并贪恋于阅读天文学的流行著作，如ArthurEddington和JamesJeans先生的作品，从那里他了解到数学和物理的知识对天文学的进一步学习是非常重要的。这增加了他对那些学科的喜爱。当时靠天文学谋生的前景并不好，所以在他进入开普敦大学时他追寻了父亲和哥哥的足迹开始学习电子工程。很幸运当时电子工程部负责人B．L．Goodlet教授刚刚引进一门新的工程学课程，他不久成为了电子工程部的负责人。
当他在远东服务于Mountbatten时，发现物理和数学基础在工程学中具有超人预见的价值，于是这门新的课程中包含了许多物理和数学。两年后他放弃了工程学专攻物理学。在开普敦大学他将他的大部分课余时间花费在登山上，有时登Table山，它几乎就在他家的后院，有时还登上西Cape省可爱的山脉，其他课余时间他都花在了听音乐上。在开普敦完成了本科和硕士之后，他作为研究生去了剑桥的圣约翰学院。他在卡文迪什实验室跟随OttoFrisch教授研究He6的相关问题。在这些问题上取得了一些进展之后但没有完成，原因是他在Dime的量子力学演讲上遇到了一个美国女孩BarbaraSeavey，一年半后和她结婚，但他一文不名。开普敦大学的物理学院有一个空位，他收到了邀请他做讲师的电报。所以1950年他带着新娘回到了开普敦，但这里没有回旋加速器，因此他也不能进一步研究He6。

## 工作和晚年生活
R．W．James教授，他是物理学院的头并且还是他学生时代的导师，在他的指引下科马克学到了很多并发表了一些论文。1956年科马克偶然间对一个问题产生了兴趣，就是现在所知的CAT扫描。时值第一个公休假，他妻子欣然地同意与他去非洲度假，但他觉得此时他应该与她一起回美国才算合理。美国对于从事科学研究来说是一块宝地，哈佛更是极好的研究领地，所以他将他的工休假花费在了哈佛的回旋加速器上，与NormanRansey教授、RichardWilson教授以及研究生JosephPalmieri一起做核子间散射的实验。这是与哈佛回旋加速器实验室的人们在一起经历的长时间愉快合作的开始。在这个公休假期间，他收到了来自Tufts大学提供的一个职位，那时物理学院的主席是JulianK．Knipp教授。他接受了职位，此后除了短期回南非以及两个公休假外，他一直都呆在这里，沿着学术的梯子向上攀登，并在1968～1976年担任了物理学院的主席。
他在这一时期的主要兴趣是核子和粒子物理，仅在时间允许的情况下间断性地从事CT扫描的研究，1963年和1964年他发表了这项工作的结果，但是那时几乎没有什么回应，于是继续进行他常规的教学和研究。在1970～1972年，他了解了大量的在cT扫描方面或与CrI’扫描有关的发展，此后便将大部分时间花在这些问题上。除了在夏天进行为数不多的游泳和航海之外，他过着几乎一成不变的生活，花费大量时间在阅读上。自从1950年第一次与JohnDay教授讨论生态学的问题以及阅读了KonradLorenz的“KingSolomon’sRing”后，他开始逐渐对动物的研究感兴趣，因为它可以给他们关于人类问题以及人作为一种动物进行研究的一些启示。在他人生达到顶点的诺贝尔周两个月的兴奋期之后，他盼望解决人类的“生物社会学”问题。他和妻子有三个孩子一Margaret、Jean和Robert。从1957年起他们生活在Mass的温彻斯特镇。

## 外部連結
- Nobel Prize Biography （页面存档备份，存于）